# Olimpiu Moruțan
Olimpiu Moruțan (Cluj-Napoca, 25 de abril de 1999) es un futbolista rumano que juega de centrocampista en el Aris Salónica F. C. de la Superliga de Grecia.

## Selección nacional
Es internacional con la selección de fútbol de Rumania. Fue internacional sub-17, sub-19 y sub-21 antes de convertirse en internacional absoluto, el 11 de octubre de 2021, en un partido de clasificación de UEFA para la Copa Mundial de Fútbol de 2022 frente a la selección de fútbol de Armenia.

## Clubes
| Club                | País    | Año       |
| ------------------- | ------- | --------- |
| Universitatea Cluj  | Rumania | 2015-2016 |
| F. C. Botoșani      | Rumania | 2016-2018 |
| FCSB                | Rumania | 2018-2021 |
| Galatasaray S. K.   | Turquía | 2021-2023 |
| Pisa S. C. (cedido) | Italia  | 2022-2023 |
| Ankaragücü          | Turquía | 2023-2025 |
| Pisa S. C. (cedido) | Italia  | 2024-2025 |
| Aris Salónica F. C. | Grecia  | 2025-act. |

## Palmarés

### Títulos nacionales
| Título          | Club | País    | Año  |
| --------------- | ---- | ------- | ---- |
| Copa de Rumanía | FCSB | Rumania | 2020 |